# Khairallah Talfah
Khairallah Talfah (خير الله طلفاح), était une des têtes du parti Baas irakien. Il est l'oncle maternel, ainsi que le beau-père de Saddam Hussein, puisque sa fille Sadjida Talfah fut la première épouse de Saddam.
Il fut l'un des partisans du coup d'État de 1941 et fut emprisonné après l'intervention britannique qui rétablit la monarchie.
Il fut un important idéologue  iranophobe. Fervent antisémite,, il rédigea notamment un pamphlet raciste antisémite et anti-iranien visant à inculquer sa doctrine à toute une génération d'Irakiens.
Son fils Adnan Khairallah, fut ministre de la Défense.
Saddam fit de Khairallah Talfah, le maire de Bagdad, mais il le retira de ce poste pour cause de corruption[réf. souhaitée].

## Biographie
Khairallah est né en 1910 dans le village d'Al-Awja, à 5 km au sud de Tikrit, qui faisait alors partie du Vilayet de Bagdad de l'Empire ottoman. Il était le petit-fils de Musalat ibn Omar Bey III, chef tribal d'al-Bu Nasir et membre de la résistance anti-ottomane arabe qui a été tué durant la grande révolte arabe anti-ottomane.

## Opinions, santé et vie personnelle
Lorsqu'il est devenu maire de Bagdad au début des années 1970, il a négligé d'accomplir ses autres fonctions parce qu'il se préoccupait d'imposer ses normes personnelles de « moralité » et de « comportement juste aux autres ». Il a ordonné aux services de sécurité et à la police de peindre à la bombe les jambes de toute femme surprise en jupe courte, et il leur a également ordonné de déchirer les pantalons à pattes d'éléphant que portaient tous les hommes et toutes les femmes. Ce pantalon était à la mode à l’époque. Ces actions contre les tendances contemporaines « occidentalisées » n'ont duré que quelques semaines car elles ont pris fin brutalement, probablement à la suite de l'intervention du vice-président Saddam Hussein. Ces modes « à la mode » se sont ensuite répandues dans tout le pays et ont même été adoptées par les propres fils et filles de Khairallah.
Peu de temps avant sa mort, sa ou ses jambes ont été amputées parce qu'il souffrait de diabète.